# Temperatura ekwiwalentna
Temperatura ekwiwalentna – umowna temperatura, jaką osiągnęłoby powietrze, gdyby skroplić całą zawartą w nim parę wodną w procesie adiabatycznym, oraz gdyby wydzielone przy tym ciepło zostało zużyte na jego nagrzanie przy stałym ciśnieniu.
Temperatura ekwiwalentna jest większa od temperatury rzeczywistej powietrza.

## Zależności
Zmiana energii w wyniku skraplania wody:
{\displaystyle \Delta E_{s}=m_{w}L.}
Zmiana energii w wyniku zmiany temperatury powietrza:
{\displaystyle \Delta E_{p}=cm_{p}\Delta T.}
Wprowadzając stosunek zmieszania {\displaystyle r=m_{w}/m_{p}} jako iloraz masy wody do masy powietrza, otrzymujemy
{\displaystyle T_{e}=T+{\frac {L_{v}r}{c_{pd}+rc_{w}}},}
gdzie:
{\displaystyle L_{v}} – ciepło parowania (entalpia parowania) wody (2400 kJ/kg {w 25 °C}, 2600 kJ/kg {w –40 °C})
{\displaystyle c_{pd}} – ciepło właściwe suchego powietrza przy stałym ciśnieniu ({\displaystyle \approx } 1,004 kJ/(kg·K)),
{\displaystyle c_{w}} – ciepło właściwe wody
{\displaystyle m_{w}} – masa pary wodnej w wybranej objętości powietrza,
{\displaystyle m_{p}} – masa powietrza w wybranej objętości.
Fizycznie, temperatura ekwiwalentna jest niemożliwa do zrealizowania (wprawdzie proces jaki ją definiuje spełnia pierwszą zasadę termodynamiki, ale nie spełnia drugiej zasady termodynamiki i prowadzi do obniżenia entropii).